# Tom Brady (director)
Tom Brady es un director, guionista y productor estadounidense. Entre sus películas se encuentran The Comebacks y las películas de Rob Schneider, The Hot Chick y The Animal. Dentro de sus créditos como escritor de televisión, se encuentran trabajos para El Crítico, Sports Night, The Simpsons y Home Improvement. Fue alumno de Harvard y de la Universidad de Hawái en Manoa.